# HMS Bävern (1958)
Pour les autres navires du même nom, voir HMS Bävern.
Le HMS Bävern (en suédois, « Castor ») est le cinquième sous-marin de classe Hajen de la marine royale suédoise.

## Carrière
Le navire a été commandé en 1952 à Kockums Mekaniska Verkstads AB à Malmö et sa quille a été posée en 1955. Le navire a été lancé le 3 février 1958 et a été mis en service le 29 mai 1959.
Il a été désarmé le 1er juillet 1980 et vendu à la ferraille à Odense en 1981.

## Galerie

HMS Bävern
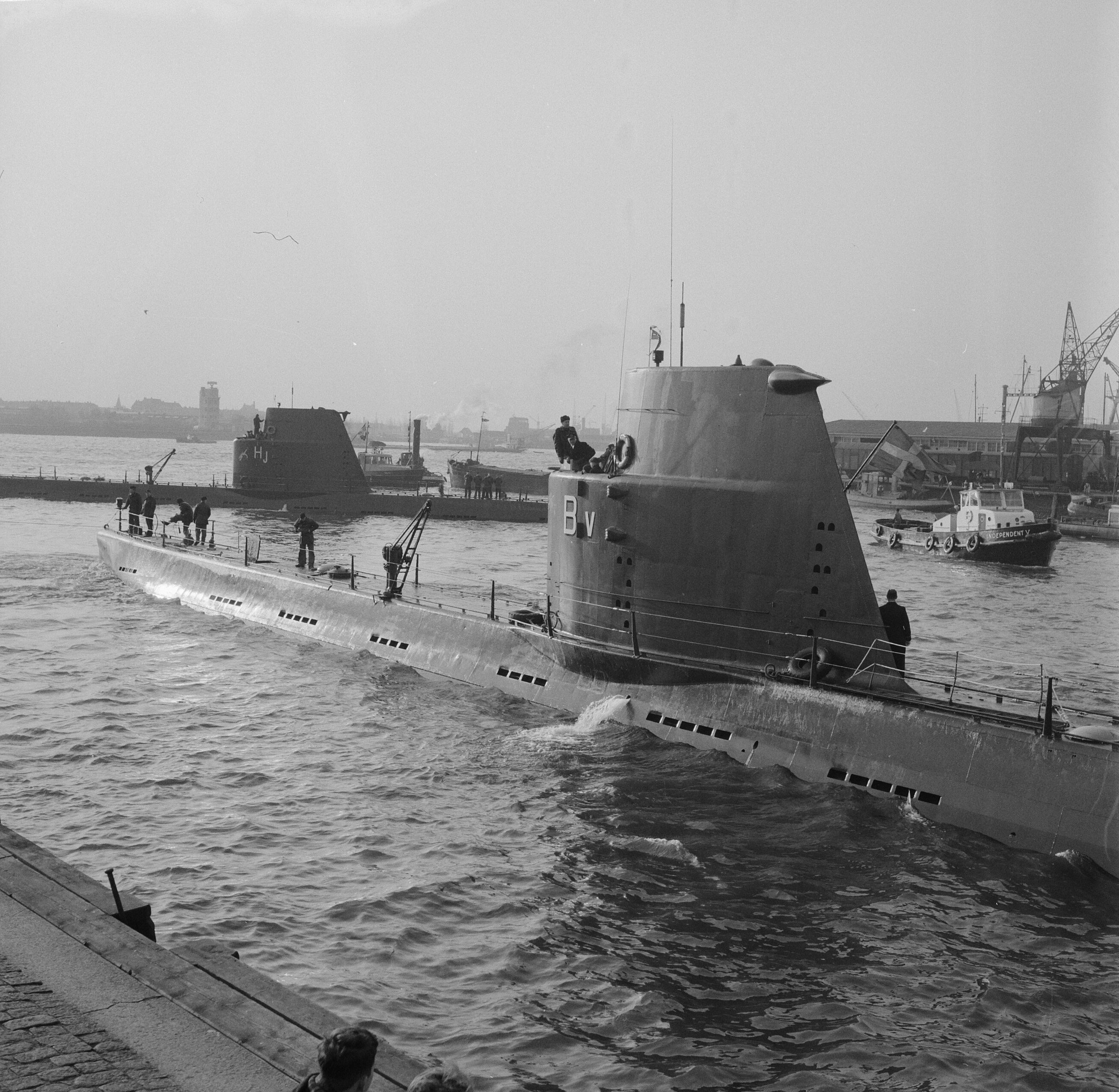
Le HMS Bävern le 25 janvier 1961
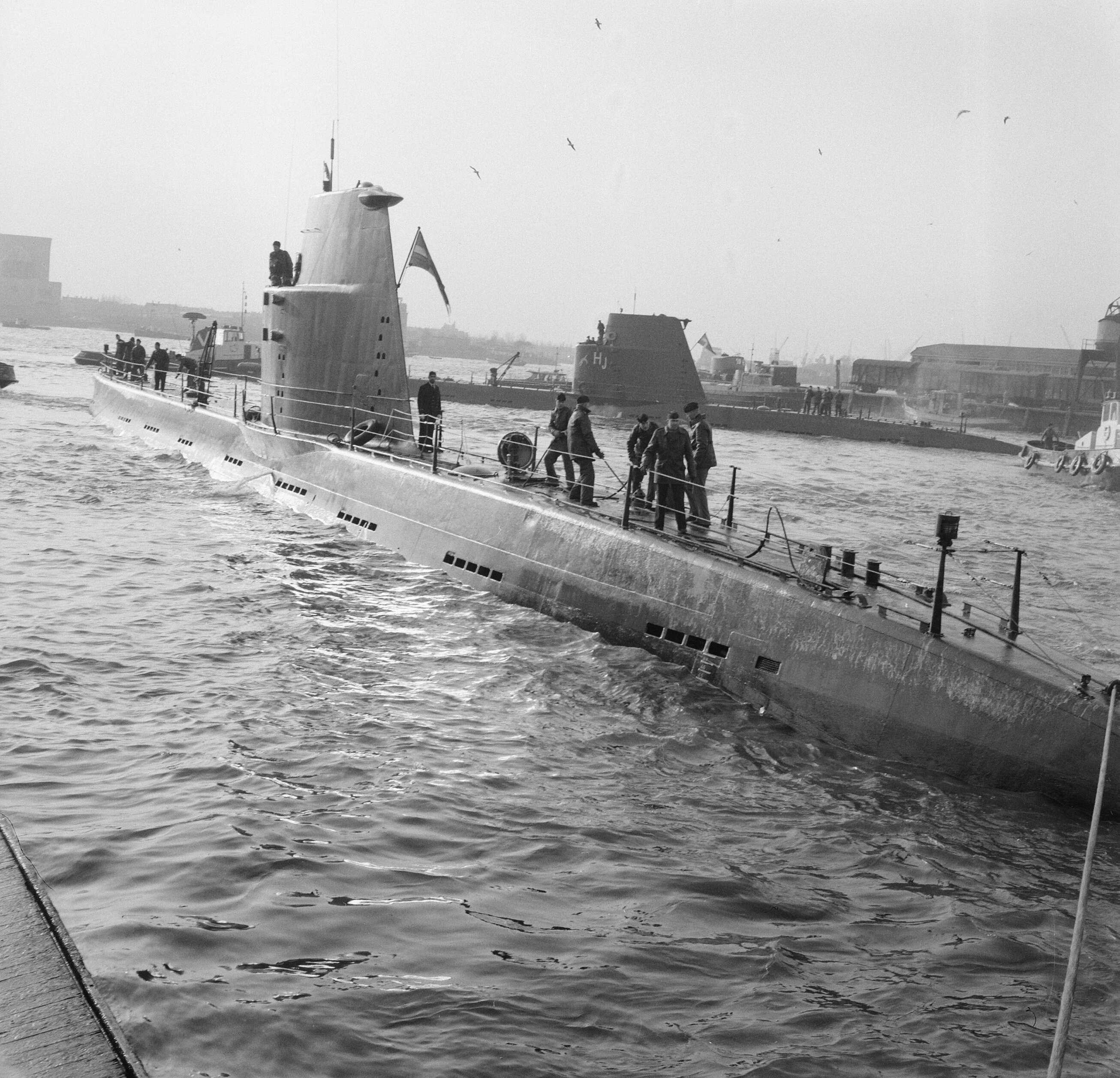
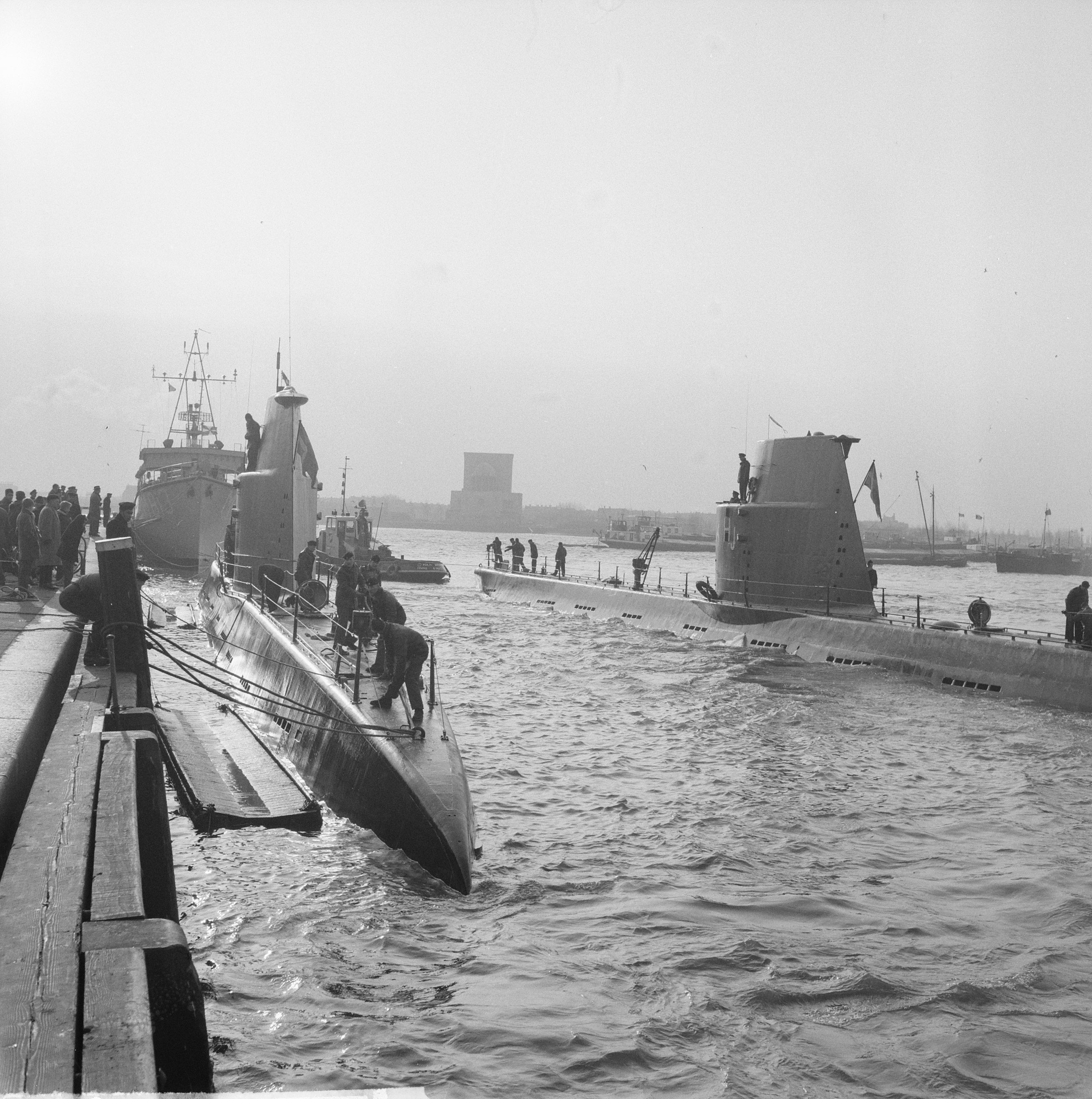
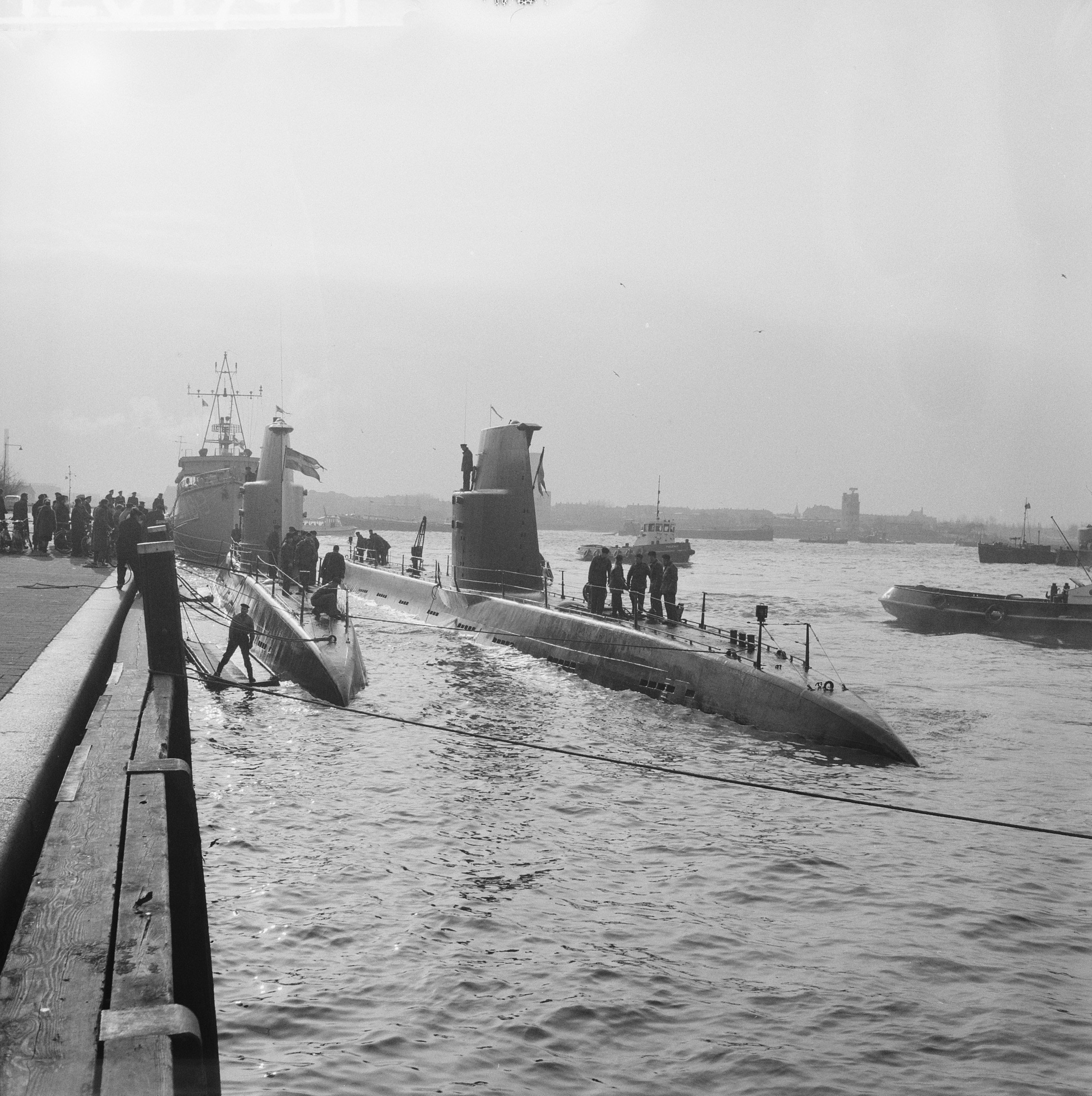